# Ando Tomoyasu
Tomoyasu Ando (sinh ngày 23 tháng 5 năm 1974) là một cầu thủ bóng đá người Nhật Bản.

## Sự nghiệp câu lạc bộ
Tomoyasu Ando đã từng chơi cho Urawa Reds, Avispa Fukuoka và Omiya Ardija.